# Jewel

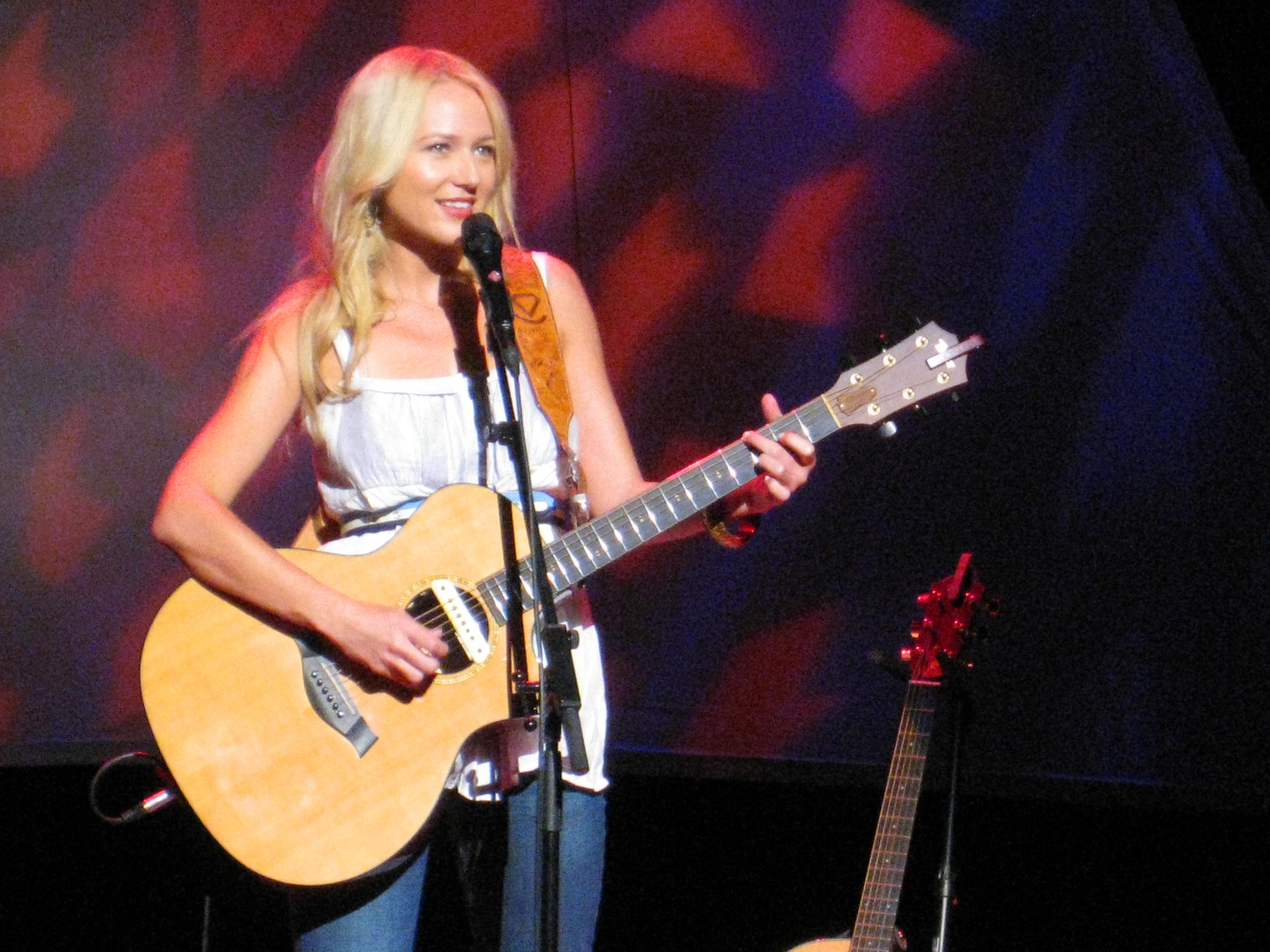
Jewel durant un concert a Coquitlam, Canadà, el 5 de juny de 2008

Jewel Kilcher, coneguda professionalment com a Jewel, (Payson, Utah, 23 de maig de 1974) és una cantant estatunidenca. Gràcies al seu inusual rerefons, la cantant dels Estats Units ha desenvolupat una de les veus més extraordinàries, caracteritzada per emprar sense problemes i amb un gran domini tots els registres vocals, saltant de l'un a l'altre vertiginosament.
Al setembre del 2015 va publicar una autobiografiaː Never Broken: Songs Are Only Half the Story.

## Alaska
Tot i les confusions, va néixer a Payson (Utah), però es traslladà de ben petita a Homer (Alaska), als Estats Units. Per això de vegades s'acredita el seu naixement a Homer. A Homer, els seus pares, Atz Kilcher i Lenedra Carroll, l'hi varen dur poc després de néixer. Allí, va créixer en una granja de 800 acres. La casa on va créixer no tenia lavabo a l'interior, sinó que estava situada en una caseta fora. A la granja va passar molt de temps tenint cura dels cavalls, encarregant-se de la palla i treballant el jardí familiar. Abans dels cinc anys ja va començar a interpretar, fent números amb els seus pares per als turistes a les viles esquimals o d'altres indrets.
S'ha de dir que fins als 8 anys, per influència del seu pare, fou una mormona, com ell. Precisament a aquesta edat, ell va deixar d'assistir tan assíduament a l'església. Per aquesta època, na Jewel ja va descobrir que tenia una espècie de do per a escriure poesia. Llur mare la va encoratjar, juntament amb els seus dos altres fills, Shane i Atz Lee, a cultivar aquest esperit tot explorant obertament aquesta creativitat.
És per aquesta època quan aprèn l'art del Yodel, una espècie de cançó similar a un crit en la qual la veu fluctua ràpidament entre la veu normal i el falsetto, art en el qual cal tenir una habilitat vocal especial.
Al voltant dels dotze anys, i amb ganes de veure món, viatjà a Hawaii, on passà uns mesos amb la seva tieta.

## L'educació secundària i la seva vocació real

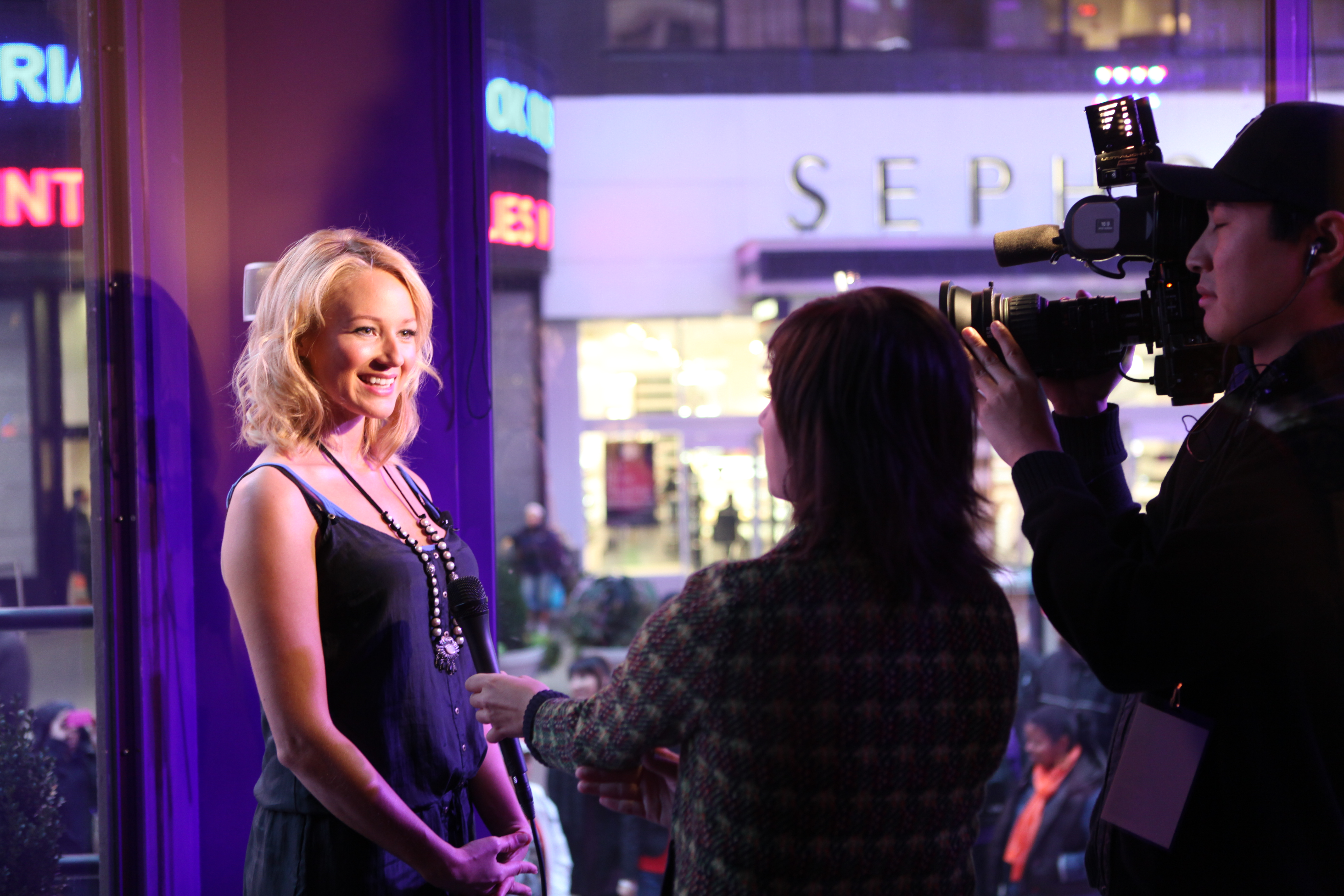
Jewel durant una entrevista al Yahoo! event del 2009.

Durant aquesta etapa és coneguda pel seu malnom "Jule", que ella sempre ha atribuït a una variació en la pronunciació del seu nom original, Jewel (el seu nom complet és Jewel Kilcher, sense cap altre cognom intercalat). Allà hi va perdre l'etapa júnior i sènior de la seva vida.
Va assistir a la Interlochen Fine Arts Academy, a Michigan. Es tracta d'una escola privada molt cara, a la qual s'hi va poder inscriure gràcies a la beca vocal que va rebre, que li va pagar un 70%. Pel que fa al 30% restant, se'l va guanyar fent el seu primer concert en solitari davant els ciutadans de Homer. Juntament amb les feines esporàdiques d'estiu, aquest concert l'ajudaria també a cobrir el buit de la matrícula del segon any. Allà s'hi graduaria com a vocal major d'òpera, tot i que pensà que aniria a cantar blues. Un cop separats els seus pares, després de completar l'educació secundària es va traslladar amb la seva mare a San Diego, Califòrnia, vora el 1992. Allà provaria de trobar-se a si mateixa. També va passar un curt període a Colorado, però ràpidament va tornar amb la seva mare a San Diego, lloc que ella considera casa seva.
Ja als 17 anys començà a escriure, captivada, poesia. Ella no estava gens interessada a seguir estudiant en estadis superiors de l'educació, i no tenia cap altra passió real que no fos escriure poesia, o cançons, depenent des de quin angle ho mirem. Aleshores, en no saber què fer, i havent pres la decisió de deixar els estudis, buscà una feina, però no va trobar res que volgués fer realment.
Durant algun temps va tenir feines esporàdiques, com ara per exemple de cambrera. Tanmateix, la tendència a parlar amb la clientela més que no pas realitzar la seva feina li va impedir de tenir continuïtat a cap lloc. Na Jewel estava ben indecisa i només tenia més o menys clar què és el que no volia fer: treballar en feines sense futur, poc ambicioses, de manera indefinida.
D'aquesta manera, decidí finalment anar a voltar pel país amb la seva furgoneta, una Volkswagen, tot vivint de cacauets, mantega, pastanaga i sempre acompanyada de la seva guitarra. Compondre fou un dels plaers de què va gaudir en aquests moments. Ella va començar a interpretar ben aviat per començar a atraure el públic. Mentre durant el dia feia colzes tot component música, de nit actuava als coffeehouses, amb músics locals, gràcies als concerts que havia aconseguit. A Pacífic Beach va fer fortuna. Allí hi havia l'Inner Change Coffeehouse i quan va començar a actuar-hi sense dia fix, la veu va començar a córrer arreu. Ràpidament li varen oferir un espai per a la seva música els dijous a la nit, en el qual va aconseguir fer créixer ràpidament l'audiència; estem als voltants de l'any 1993.

## El punt de partida cap a la fama
El nom de Jewel va assolir la premsa local i va adquirir certa fama, tot arribant a fer petit spots. A finals de 1993 va tornar a Homer, però a la seva tornada, el 1994, la seva carrera va enlairar-se amb força. Seria en aquestes dates quan coneixeria una banda anomenada The Rugburns, liderada per Steve Poltz, amb qui actuaria diversament. Es va arribar a dir que va mantenir una relació amb el líder del grup, que participaria en l'Spirit World Tour el 1999 amb ella, tot col·laborant en diversos concerts amb la guitarra acústica. També actuà amb molts altres músics locals, essent la seva màxima prioritat transmetre l'alegria en el cor de les persones que assistien als seus espectacles.
A l'inici de l'any, (1994), a empentes i rodolons, el coffeehouse s'omplia en un 60% amb una entrada gairebé simbòlica d'uns tres dòlars, que proporcionaven al públic unes tres o quatre hores de material genuí, tret d'una sola vegada, excepcionalment, que es va fer una versió de la cançó de Tracy Chapman Behind the Wall. Na Jewel, però, sempre va ser una artista prolífica i versàtil, ja que a cada xou recitava un bon grapat de cançons noves.
Ja amb 19 anys, seguint amb aquestes, les seves actuacions, qualcú de la discogràfica Atlantic Records la va descobrir, gràcies a l'anomenada que anava estenent per aquella zona. Els executius d'Atlantic Records, varen començar a viatjar a San Diego per veure-la actuar. No van trigar pas a reconèixer la gran veu que podien tenir el gust de sentir i ràpidament varen començar a enviar limosines al voltant de la furgoneta/casa de na Jewel. Després d'un breu festeig, musicalment parlant, van aconseguir que signés un contracte amb ells i va desplaçar-se cap a Los Angeles per gravar el que hauria de ser el seu primer disc, el 1995.

## Pieces of You
L'avanç en la gravació, va permetre la jove Jewel llogar junt amb la seva mare una casa i adquirir un Volvo de segona mà més una guitarra nova, o això es va pensar ella sense saber que l'havien estafada venent-li una guitarra robada, cosa perceptible si hagués parat atenció en la imperfecció de l'acabat d'aquesta.
Na Jewel, no va deixar d'actuar a Inner Change, i, la seva presència va revaloritzar ell preu de les entrades, de tres dòlars a cinc. Fins aquest moment, ella devia haver escrit més de cent cançons. Al mateix Inner Change, Jewel gravaria en directe quatre de les cançons, singles, del seu primer àlbum, Pieces of You el 28 i el 29 de juliol de 1994. Fins que aquest va sortir, el 1995, va seguir actuant en coffeehouses per promoure's. Hi ha gent que, tanmateix, troba a faltar el bongo magnífic de la cançó Sometimes it be that way.
Finalment el 28 de febrer de 1995 surt al mercat el seu primer àlbum, com abans hem esmentat, Pieces of You. En una espècie de festa per a celebrar-ho, va fer dues actuacions, on va esgotar les entrades, al Hahn Cosmopolitan Theater de San Diego.
L'àlbum havia sortit realment bé, però no va ser un boom fins que va fer un esforç concentrat, un munt d'aparicions estratègiques quan, ara sí, va començar a esclatar. Atlantic Records, aleshores va fer un segon esforç per fer publicitat de l'àlbum. La perseverança de la companyia i la fè en l'habilitat de la millor veu, de na Jewel, al final varen valdre la pena: de forma impressionant, el seu àlbum va resistir durant dos anys al Billboard 200 arribant al nº 4 en el moment de màxima popularitat. Arribaria a esdevenir disc de platí tres vegades, mentre que el single Who will save your soul arribà al nº 11 de les llistes d'èxit i, You were meant for me al 2.
Jewel, ressalta per la qualitat de les seves cançons: la seva honestedat i la introspecció del seu soul. Les seves cançons, però, són difícils de catalogar tot i que a causa del seu acompanyament amb la guitarra han estat etiquetades com a música folk o la classe híbrida de folk-pop. Malgrat això, la seva música té molt més reconeixement com a música popular gaudint d'una àmplia reproducció en moltes cadenes musicals de ràdio.
Com a resultat del seu èxit, fou escollida per a cantar l'himne nacional dels Estats Units a la final de la Super Bowl, el gener de 1998. A banda de cantar, s'ha de dir que ha compaginat el cant amb el rodatge d'una pel·lícula Ride with the devil, que tot i passar desapercebuda, la crítica va valorar la seva interpretació de forma positiva, i la publicació de dos llibres, ja que per ella, que porta mitja vida escrivint poesia, no és nou: A night without armor que és una selecció de molts dels seus poemes i Chasing down the dawn, una selecció de les seves vivències detallant la seva vida creixent a Alaska, la seva lluita per aprendre l'art de la música i la seva vida a la carretera.

## Spirit
A partir d'aquí, Jewel ha rebut tres nominacions als premis Grammy un premi de l'American Music Award i un de la MTV. Addicionalment, ha honrat les portades de les millors revistes com ara són Time, Rolling Stone (dos cops), Vogue, Interview, Entertainment weekly, People i Details.
Mentrestant, el seu segon àlbum, Spirit, va debutar en el lloc nº 3 de la Billboard 200, el novembre de 1998 i fou disc de platí tot agitant les llistes musicals. Cal recordar també, que el seu llibre A night without armor publicat el mateix any, ha restat força temps a la llista de best-sellers del diari The New York Times.

## This Way
El tercer àlbum de la trajectòria de la cantant, data de 2001, i ha venut vora el milió de còpies. A més a més, els singles "Standing Still", "Serve the Ego" o "Break me", no han causat satisfacció entre la crítica. Tot i això, va arribar a la novena posició al Billboard 200 (prestigiosa publicació fundada el 1936 que a la llarga ha esdevingut referent per conèixer la popularitat musical a Nord-amèrica), el mateix 2001.

## 0304
El 2003, Jewel ha tornà a la càrrega efectuant un canvi dràstic d'imatge amb la sortida del seu àlbum, 0304. El seu videoclip pel debut del single Intuition, la portà a fer números de ball sencers, escassament vestida en algunes escenes amb bikinis o sostenidors. La cançó i el videoclip semblaven estar fetes per crear controvèrsia social en el món de la música pop, però el que va aconseguir va ser que els seus fans es preguntessin si no s'estaria convertint en el que estava satiritzant. Fou per aquesta època quan el Neil Young la va advertir com un consell d'amic, que el secret per a una carrera llarga és no confiar en els hit-records.

## Goodbye Alice in Wonderland
Aquest disc sortí a la llum, el 2006. És el cinquè disc de la seva trajectòria i el cinquè consecutiu a estar a les llistes top ten als Estats Units. Aquest àlbum, significa un retorn a les essències musicals després de l'experiment folk de l'anterior àlbum 0304.

## Discografia
- 1994: Pieces of You
- 1998: Spirit
- 1999: Joy: A Holiday Collection
- 2001: This Way
- 2003: 0304
- 2006: Goodbye Alice in Wonderland
- 2008: Perfectly Clear
- 2009: Lullaby
- 2010: Sweet and Wild
- 2011: The merry goes round
- 2013: Greatest hits
- 2013: The Greatest hits remixed
- 2013: Let It Snow
- 2015: Picking up the pieces
- 2016: Lullaby
- 2021: Queen of Hearts
- 2022ː Freewheelin' Woman

## Guardons
Nominacions
- 1997: Grammy al millor nou artista